# Altillac
Altillac är en kommun i departementet Corrèze i regionen Nouvelle-Aquitaine i de centrala delarna av Frankrike. Kommunen ligger  i kantonen Mercœur som tillhör arrondissementet Tulle. År 2022 hade Altillac 827 invånare.

## Befolkningsutveckling
Antalet invånare i kommunen Altillac
Referens:INSEE